# Bohdan Butko
Bohdan Jevhenovyč Butko (in ucraino Богдан Євгенович Бутко?, in russo Богдан Евгеньевич Бутко?, Bogdan Evgen'evič Butko; Donec'k, 13 gennaio 1991) è un calciatore ucraino, difensore del Čornomorec'.

## Caratteristiche tecniche
È un terzino destro, abile sia nella fase offensiva che in quella difensiva. Ha ricoperto in passato anche il ruolo di esterno di centrocampo e di terzino sinistro.

## Carriera

### Club

#### Gli inizi
Cresciuto nelle giovanili dello Šachtar, Butko esordisce fra i professionisti il 18 luglio 2010 durante il prestito al Volyn'. Qua viene impiegato principalmente come esterno destro di centrocampo, ma si ritaglia anche un ruolo da terzino in alcune occasioni. Passa i successivi tre anni e mezzo, sempre in prestito, all'Illičivec'. Qua si afferma nel ruolo di terzino e ottiene la convocazione nella nazionale maggiore dell'Ucraina. Nel corso della seconda stagione con i rossoneri indossa anche la fascia da capitano. 

#### L'anno in Russia
Nel mercato invernale del 2015 si trasferisce sempre con la formula del prestito in Russia, all'Amkar Perm'. Nei primi sei mesi gioca 12 gare e realizza un gol, meritandosi la conferma per la stagione successiva.
Il 2015-2016 si rivela soddisfacente per lui, grazie alla disputa di 29 gare che gli valgono la convocazione all'Europeo con la nazionale ucraina.

#### Il ritorno allo Shakhtar
Dopo l'ottima stagione in Prem'er-Liga, Butko fa finalmente ritorno allo Šachtar. Al primo anno non riesce a giocare regolarmente, alternando periodi da titolare ad altri in panchina, e concludendo la stagione con sedici presenze all'attivo e una rete in campionato nel derby contro l'Olimpik Donestk. È tuttavia in questa stagione che esordisce a livello europeo, giocando da titolare nella trasferta turca contro il Konyaspor, match nel quale serve anche un assist a Facundo Ferreyra.
Nella stagione successiva inizia da riserva del capitano Darijo Srna, ma acquisisce sempre più spazio nel corso della stagione, giocando da titolare la fase finale e servendo anche sei assist ai compagni. Nel corso della stagione debutta in UEFA Champions League, giocando da titolare sul campo del Manchester City. Lo Šachtar disputa un ottimo torneo, arrendendosi alla Roma agli ottavi di finale, dove Butko disputa per intero entrambi gli incontri. Sempre in questa stagione inizia ad accusare alcuni fastidi muscolari, che lo tengono lontano dal campo per alcune partite.
Il 2019-2020 si rivela ancora più complesso, sempre a causa di infortuni muscolari, che lo tengono fuori squadra nei primi mesi della stagione, collezionando appena una panchina in Champions League contro il Manchester City. Senza alcuna presenza, neanche da subentrato, Butko viene ceduto nel mercato invernale.

#### L'approdo in Polonia
Il 17 febbraio 2020 viene annunciato il suo passaggio al Lech Poznań, sempre con la formula del prestito. In Polonia trova finalmente la regolarità necessaria, ritagliandosi un ruolo da protagonista nella cavalcata dei kolejorz conclusasi con il secondo posto in campionato. Il feeling con il Lech è da subito ottimo, tanto che il difensore arriva ad elogiare il campionato polacco definendolo migliore di quello ucraino dal punto di vista atmosferico . Al termine della stagione, complice il ritorno di Robert Gumny da un lungo infortunio e l'acquisto di Alan Czerwiński, il Lech decide inizialmente di non riscattarlo.
Tuttavia, con la cessione di Gumny e la qualificazione in UEFA Europa League, il 3 ottobre successivo il Lech informa che il terzino ucraino farà nuovamente parte della squadra fino a dicembre 2020, sempre con la formula del prestito. Esordisce nuovamente con la maglia dei kolejorz il 22 novembre 2020 nella gara pareggiata per 3-3 contro il Raków Częstochowa, subentrando a Michał Skóraś a due minuti dalla fine. Gioca titolare pochi giorni dopo nella sfida di Europa League contro lo Standard de Liège. Il 31 dicembre, come d'accordo, Butko fa ritorno allo Šachtar.

### Nazionale
Con la nazionale maggiore ha partecipato agli Europei 2012 disputatisi proprio in Ucraina e Polonia, e agli Europei 2016 in Francia, giocando una gara dei gironi in ciascuno.

## Statistiche
Statistiche aggiornate al 4 ottobre 2020.
| Stagione        | Squadra              | Campionato      | Campionato | Campionato | Coppe nazionali | Coppe nazionali | Coppe nazionali | Coppe continentali | Coppe continentali | Coppe continentali | Altre coppe | Altre coppe | Altre coppe | Totale | Totale |
| Stagione        | Squadra              | Comp            | Pres       | Reti       | Comp            | Pres            | Reti            | Comp               | Pres               | Reti               | Comp        | Pres        | Reti        | Pres   | Reti   |
| --------------- | -------------------- | --------------- | ---------- | ---------- | --------------- | --------------- | --------------- | ------------------ | ------------------ | ------------------ | ----------- | ----------- | ----------- | ------ | ------ |
| 2010-2011       | Volyn'               | PL              | 27         | 3          | KU              | 0               | 0               | -                  | -                  | -                  | -           | -           | -           | 27     | 3      |
| 2011-2012       | Illyčivec' Mariupol' | PL              | 27         | 1          | KU              | 1               | 0               | -                  | -                  | -                  | -           | -           | -           | 28     | 1      |
| 2012-2013       | Illyčivec' Mariupol' | PL              | 29         | 1          | KU              | 2               | 0               | -                  | -                  | -                  | -           | -           | -           | 31     | 1      |
| 2013-2014       | Illyčivec' Mariupol' | PL              | 25         | 0          | KU              | 1               | 0               | -                  | -                  | -                  | -           | -           | -           | 26     | 0      |
| 2014-mar. 2015  | Illyčivec' Mariupol' | PL              | 8          | 0          | KU              | 1               | 0               | -                  | -                  | -                  | -           | -           | -           | 9      | 0      |
| mar.-mag.2015   | Amkar Perm'          | PL              | 12         | 1          | KR              | 0               | 0               | -                  | -                  | -                  | -           | -           | -           | 12     | 1      |
| 2015-2016       | Amkar Perm'          | PL              | 26         | 0          | KR              | 3               | 0               | -                  | -                  | -                  | -           | -           | -           | 29     | 0      |
| 2016-2017       | Šachtar Donec'k      | PL              | 11         | 1          | KU              | 2               | 0               | UEL                | 3                  | 0                  | -           | -           | -           | 16     | 1      |
| 2017-2018       | Šachtar Donec'k      | PL              | 20         | 0          | KU              | 2               | 0               | UCL                | 7                  | 0                  | -           | -           | -           | 29     | 0      |
| 2018-2019       | Šachtar Donec'k      | PL              | 14         | 0          | KU              | 0               | 0               | UCL+UEL            | 3+2                | 0+0                | -           | -           | -           | 19     | 0      |
| 2019-feb. 2020  | Šachtar Donec'k      | PL              | 0          | 0          | KU              | 0               | 0               | UCL                | 0                  | 0                  | -           | -           | -           | 0      | 0      |
| feb.-mag. 2020  | Lech Poznań          | PL              | 10         | 0          | PP              | 2               | 0               | -                  | -                  | -                  | -           | -           | -           | 12     | 0      |
| 2020-2021       | Lech Poznań          | PL              | 3          | 0          | PP              | 0               | 0               | UEL                | 3                  | 0                  | -           | -           | -           | 6      | 0      |
| Totale carriera | Totale carriera      | Totale carriera | 212        | 7          |                 | 14              | 0               |                    | 18                 | 0                  |             | -           | -           | 244    | 7      |

### Cronologia presenze e reti in nazionale
| Cronologia completa delle presenze e delle reti in nazionale ― Ucraina | Cronologia completa delle presenze e delle reti in nazionale ― Ucraina | Cronologia completa delle presenze e delle reti in nazionale ― Ucraina | Cronologia completa delle presenze e delle reti in nazionale ― Ucraina | Cronologia completa delle presenze e delle reti in nazionale ― Ucraina | Cronologia completa delle presenze e delle reti in nazionale ― Ucraina | Cronologia completa delle presenze e delle reti in nazionale ― Ucraina | Cronologia completa delle presenze e delle reti in nazionale ― Ucraina |
| Data                                                                   | Città                                                                  | In casa                                                                | Risultato                                                              | Ospiti                                                                 | Competizione                                                           | Reti                                                                   | Note                                                                   |
| ---------------------------------------------------------------------- | ---------------------------------------------------------------------- | ---------------------------------------------------------------------- | ---------------------------------------------------------------------- | ---------------------------------------------------------------------- | ---------------------------------------------------------------------- | ---------------------------------------------------------------------- | ---------------------------------------------------------------------- |
| 2-9-2011                                                               | Charkiv                                                                | Ucraina                                                                | 2 – 3                                                                  | Uruguay                                                                | Amichevole                                                             | -                                                                      |                                                                        |
| 6-9-2011                                                               | Praga                                                                  | Rep. Ceca                                                              | 4 – 0                                                                  | Ucraina                                                                | Amichevole                                                             | -                                                                      |                                                                        |
| 7-10-2011                                                              | Kiev                                                                   | Ucraina                                                                | 3 – 0                                                                  | Bulgaria                                                               | Amichevole                                                             | -                                                                      | 81’                                                                    |
| 11-10-2011                                                             | Tallinn                                                                | Estonia                                                                | 0 – 2                                                                  | Ucraina                                                                | Amichevole                                                             | -                                                                      | 85’                                                                    |
| 11-11-2011                                                             | Kiev                                                                   | Ucraina                                                                | 3 – 3                                                                  | Germania                                                               | Amichevole                                                             | -                                                                      |                                                                        |
| 15-11-2011                                                             | Leopoli                                                                | Ucraina                                                                | 2 – 1                                                                  | Austria                                                                | Amichevole                                                             | -                                                                      | 45’                                                                    |
| 29-2-2012                                                              | Petah Tikva                                                            | Israele                                                                | 2 – 3                                                                  | Ucraina                                                                | Amichevole                                                             | -                                                                      | 89’                                                                    |
| 28-5-2012                                                              | Kufstein                                                               | Ucraina                                                                | 4 – 0                                                                  | Estonia                                                                | Amichevole                                                             | -                                                                      | 63’                                                                    |
| 1-6-2012                                                               | Innsbruck                                                              | Austria                                                                | 3 – 2                                                                  | Ucraina                                                                | Amichevole                                                             | -                                                                      | 58’                                                                    |
| 5-6-2012                                                               | Ingolstadt                                                             | Ucraina                                                                | 0 – 2                                                                  | Turchia                                                                | Amichevole                                                             | -                                                                      | 64’                                                                    |
| 19-6-2012                                                              | Donec'k                                                                | Inghilterra                                                            | 1 – 0                                                                  | Ucraina                                                                | Euro 2012 - 1º turno                                                   | -                                                                      | 77’                                                                    |
| 15-8-2012                                                              | Leopoli                                                                | Ucraina                                                                | 0 – 0                                                                  | Rep. Ceca                                                              | Amichevole                                                             | -                                                                      |                                                                        |
| 12-10-2012                                                             | Chișinău                                                               | Moldavia                                                               | 0 – 0                                                                  | Ucraina                                                                | Qual. Mondiali 2014                                                    | -                                                                      |                                                                        |
| 16-10-2012                                                             | Kiev                                                                   | Ucraina                                                                | 0 – 1                                                                  | Montenegro                                                             | Qual. Mondiali 2014                                                    | -                                                                      | 62’                                                                    |
| 14-11-2012                                                             | Sofia                                                                  | Bulgaria                                                               | 0 – 1                                                                  | Ucraina                                                                | Amichevole                                                             | -                                                                      |                                                                        |
| 29-5-2016                                                              | Torino                                                                 | Romania                                                                | 3 – 4                                                                  | Ucraina                                                                | Amichevole                                                             | -                                                                      | 46’                                                                    |
| 3-6-2016                                                               | Bergamo                                                                | Albania                                                                | 1 – 3                                                                  | Ucraina                                                                | Amichevole                                                             | -                                                                      | 46’                                                                    |
| 21-6-2016                                                              | Marsiglia                                                              | Ucraina                                                                | 0 – 1                                                                  | Polonia                                                                | Euro 2016 - 1º turno                                                   | -                                                                      |                                                                        |
| 5-9-2016                                                               | Kiev                                                                   | Ucraina                                                                | 1 – 1                                                                  | Islanda                                                                | Qual. Mondiali 2018                                                    | -                                                                      |                                                                        |
| 6-10-2016                                                              | Adalia                                                                 | Turchia                                                                | 2 – 2                                                                  | Ucraina                                                                | Qual. Mondiali 2018                                                    | -                                                                      |                                                                        |
| 9-10-2016                                                              | Cracovia                                                               | Ucraina                                                                | 3 – 0                                                                  | Kosovo                                                                 | Qual. Mondiali 2018                                                    | -                                                                      |                                                                        |
| 12-11-2016                                                             | Odessa                                                                 | Ucraina                                                                | 1 – 0                                                                  | Finlandia                                                              | Qual. Mondiali 2018                                                    | -                                                                      |                                                                        |
| 15-11-2016                                                             | Charkiv                                                                | Ucraina                                                                | 2 – 0                                                                  | Serbia                                                                 | Amichevole                                                             | -                                                                      |                                                                        |
| 24-3-2017                                                              | Zagabria                                                               | Croazia                                                                | 1 – 0                                                                  | Ucraina                                                                | Qual. Mondiali 2018                                                    | -                                                                      |                                                                        |
| 6-6-2017                                                               | Graz                                                                   | Ucraina                                                                | 0 – 1                                                                  | Malta                                                                  | Amichevole                                                             | -                                                                      | 46’                                                                    |
| 11-6-2017                                                              | Tampere                                                                | Finlandia                                                              | 1 – 2                                                                  | Ucraina                                                                | Qual. Mondiali 2018                                                    | -                                                                      |                                                                        |
| 2-9-2017                                                               | Charkiv                                                                | Ucraina                                                                | 2 – 0                                                                  | Turchia                                                                | Qual. Mondiali 2018                                                    | -                                                                      |                                                                        |
| 5-9-2017                                                               | Reykjavík                                                              | Islanda                                                                | 2 – 0                                                                  | Ucraina                                                                | Qual. Mondiali 2018                                                    | -                                                                      |                                                                        |
| 10-11-2017                                                             | Leopoli                                                                | Ucraina                                                                | 2 – 1                                                                  | Slovacchia                                                             | Amichevole                                                             | -                                                                      | 63’                                                                    |
| 27-3-2018                                                              | Liegi                                                                  | Ucraina                                                                | 2 – 1                                                                  | Giappone                                                               | Amichevole                                                             | -                                                                      | 62’                                                                    |
| 3-6-2018                                                               | Scutari                                                                | Albania                                                                | 1 – 4                                                                  | Ucraina                                                                | Amichevole                                                             | -                                                                      | 82’                                                                    |
| 10-10-2018                                                             | Genova                                                                 | Italia                                                                 | 1 – 1                                                                  | Ucraina                                                                | Amichevole                                                             | -                                                                      | 90’                                                                    |
| 25-3-2019                                                              | Lussemburgo                                                            | Lussemburgo                                                            | 1 – 2                                                                  | Ucraina                                                                | Qual. Euro 2020                                                        | -                                                                      | 79’                                                                    |
| Totale                                                                 |                                                                        | Presenze                                                               | 33                                                                     |                                                                        | Reti                                                                   | 0                                                                      |                                                                        |

## Palmarès

### Competizioni nazionali
- Campionato ucraino: 3

Šachtar: 2016-2017, 2017-2018, 2018-2019
- Coppa d'Ucraina: 3

Šachtar: 2016-2017, 2017-2018, 2018-2019
- Supercoppa d'Ucraina: 1

Šachtar: 2017